# Trinidad Matta
Trinidad Matta Schilling (Santiago, 26 de septiembre de 2006) es una activista y divulgadora científica chilena. En 2023 se convirtió en la expositora más joven de Congreso Futuro. También es embajadora de Futuristas, del laboratorio BrainLat y miembro más joven del Laboratorio de IA, Neuroderechos y Metaverso (LIANM) asesor al Senado de Chile.

## Trayectoria
Inició su trayectoria en el activismo al entrar a fundación Tremendas el año 2020 en la rama de STEM. Ahí, fue parte de la creación de Academia Atómicas, iniciativa educativa que busca que niñas y jóvenes de Latinoamérica y el Caribe de 12 a 25 años, puedan aprender sobre tecnología y robótica, astronomía y física, y ciencias biológicas con científicos y expertos, con el objetivo de reducir la brecha de género en las ciencias. Por su rol en la academia, fue expositora y dictó un taller en el Festival Internacional de Innovación Social (Fiis) celebrado en Santiago de Chile.
El 2022 asumió la vocería de Tremendas como coordinadora del área STEM. En julio del mismo año, fue nombrada embajadora del Latinoamerican Brain Health Institute (BrainLat) donde colaboró con la Universidad Adolfo Ibáñez.
Dentro de su labor como divulgadora, fue nombrada embajadora de Futuristas, el evento de Congreso Futuro destinado a niñas, niños y adolescentes (NNA) en las dependencias del Museo Interactivo Mirador (MIM) junto con la activista Anabelee Araneda. Además de llevar a cabo una segunda edición, el proyecto Academia Atómicas, fue invitada por el senado de Chile a participar en la duodécima edición de Congreso Futuro. Siendo la expositora más joven de la historia.
En julio de 2023 representa Chile en el World Schools Debating Championship 2023, mundial escolar de debate que se desarrolló en Hanoi, Vietnam.
En 2024 protagoniza el programa de televisión “Hackatón del Futuro: Un desafío contra el tiempo”,  proyecto de Televisión Nacional de Chile, en coordinación e impulso con ONU Chile y empresas como  Caja de Compensación La Araucana.

## Premios y nominaciones
| Año  | Premio                      | Categoría     | Resultado |
| ---- | --------------------------- | ------------- | --------- |
| 2024 | Kids' Choice Awards: México | Nuestro mundo | Ganadora  |